# Distrito de Roth
Roth es uno de los 71 distritos en que está dividido, administrativamente, el estado alemán de Baviera.
El distrito fue creado en 1972 mediante la fusión de los antiguos distritos de Roth, Schwabach y Hilpoltstein.

## Ciudades y municipios
| Ciudades                                                           | Municipios |  |
| ------------------------------------------------------------------ | --- |  |
| 1. Abenberg 2. Greding 3. Heideck 4. Hilpoltstein 5. Roth 6. Spalt | 1. Allersberg 2. Büchenbach 3. Georgensgmünd 4. Kammerstein 5. Rednitzhembach 6. Rohr 7. Röttenbach 8. Schwanstetten 9. Thalmässing 10. Wendelstein |  |